# Adenia repanda
Adenia repanda är en passionsblomsväxtart som först beskrevs av William John Burchell, och fick sitt nu gällande namn av Adolf Engler. Adenia repanda ingår i släktet Adenia och familjen passionsblomsväxter. Inga underarter finns listade i Catalogue of Life.